# Liste der Kirchen in Quedlinburg
Die Liste der Kirchen in Quedlinburg ist eine Übersicht der christlich genutzten Gebäude der Stadt Quedlinburg am Harz. Der überwiegende Teil der vorhandenen Baulichkeiten wird noch genutzt. Einige sind nur mehr ehemalige Kirchen oder Kapellen. 

## Liste

### Quedlinburg
| Name                                                  | Straße, Ortsteil              | Bauzeit und -stil                            | Konfession                                 | Gottesdienste, Besonderheiten | Bild                |
| ----------------------------------------------------- | ----------------------------- | -------------------------------------------- | ------------------------------------------ | --- | ------------------- |
| Aegidii-Kirche                                        | Aegidiikirchhof, Altstadt     | 1179 erstmals erwähnt gotisch, barock        | evangelisch                                | - Gottesdienst: 14-täglich sonntags 20.30 Uhr Taizé-Gebete - wird von einem Förderkreis seit 2009 kontinuierlich saniert und restauriert - von März bis Ende Oktober sonnabends von 15 bis 18.00 Uhr geöffnet |                     |
| St. Benedikti (Marktkirche)                           | Marktkirchhof, Altstadt       | 1233 erstmals erwähnt romanisch, spätgotisch | evangelisch                                | Gottesdienst: freitags 18.00 Uhr Vesper (Sommerhalbjahr) | Marktkirche         |
| Blasii-Kirche                                         | Blasiistraße, Altstadt        | um 1267                                      | profaniert                                 | in den 1990er Jahren profaniert, nun Konzerthaus | St. Blasii-Kirche   |
| St. Johannis                                          | Stresemannstraße, Süderstadt  | 1906, neogotisch                             | evangelisch                                | letzter Gottesdienst am 6. Januar 2018, anschließender Umbau zum Kreiskirchenarchiv | St. Johannis-Kirche |
| Johanniskapelle                                       | Stresemannstraße, Süderstadt  | 12. Jahrhundert                              | evangelisch                                | Station des Jakobsweges | Johanniskapelle     |
| Marienkirche                                          | Münzenberg, Westendorf        | 986                                          | profaniert                                 | bis 1525 genutzt, heute in Resten erhalten und museal zugänglich |                     |
| St. Mathilde                                          | Neuendorf, Altstadt           | 1855–1858 neogotisch                         | römisch-katholisch                         | Gottesdienst: sonntags 10.30 Uhr (nur Winterhalbjahr), donnerstags 18.30 Uhr |                     |
| St. Nikolai (Schäferkirche)                           | Neustädter Kirchhof, Neustadt | um 1200 romanisch, gotisch                   | evangelisch                                | - Gottesdienst: sonntags 10.30 Uhr - Umbauten im 13. und 15. Jahrhundert |                     |
| Stiftskirche St. Servatii                             | Schloßberg, Altstadt          | 1070–1129 romanisch, gotisch, neogotisch     | evangelisch                                | - Teile bereits aus dem 10. Jahrhundert |                     |
| St. Wiperti                                           | Wipertistraße, Westendorf     | romanisch                                    | römisch-katholisch                         | Gottesdienst: sonntags 10.30 Uhr (nur Sommerhalbjahr) |                     |
| Gemeindehaus der Harzer Adventgemeinde                | Schmale Straße, Altstadt      | 1998 erbaut                                  | Siebenten-Tags-Adventisten                 | Gottesdienste: samstags 11 Uhr |                     |
| Gemeindehaus der Evangelisch Freikirchlichen Gemeinde | Neustädter Kirchhof           |                                              | Bund Evangelisch-Freikirchlicher Gemeinden | Gottesdienst: sonntags 11.00 Uhr in den Räumen der Adventgemeinde: (Schmale Straße 46) |                     |
| Gemeindehaus der Neuapostolischen Kirche              | Adelheidstraße, Neustadt      |                                              | Neuapostolische Kirche                     | Gottesdienst: sonntags 9.30 Uhr und mittwochs 20.00 Uhr |                     |
| Gemeindehaus der Freien Christengemeinde Quedlinburg  | Neuer Weg 22–23               |                                              | Bund Freikirchlicher Pfingstgemeinden      | - Gottesdienste: sonntags 11.00 Uhr |                     |
| Franziskanerkirche St. Franziskus                     | Schulstraße, Altstadt         | gotisch, nach 1250                           | abgerissen 1560                            | |                     |

### Gernrode
| Name                      | Straße, Ortsteil | Bauzeit und -stil   | Konfession  | Gottesdienste, Besonderheiten | Bild                   |
| ------------------------- | ---------------- | ------------------- | ----------- | --- | ---------------------- |
| Stiftskirche St. Cyriakus | Burgstraße 3     | um 961 vorromanisch | evangelisch | sonntags |                        |
| Stephanuskirche           |                  | um 1400             |             | - Der Turm ist in Kircheneigentum, eine Glocke ist von Kaiser Barbarossa gestiftet - Das Kirchengebäude ist seit 1847 eine Schule (heute: Grundschule) | St. Stephanus Gernrode |

### Bad Suderode
| Name       | Straße, Ortsteil | Bauzeit und -stil | Konfession | Gottesdienste, Besonderheiten | Bild |
| ---------- | ---------------- | ----------------- | ---------- | ----------------------------- | ---- |
| Dorfkirche | Gernrode         | romanisch         |            |                               |      |